# Hermann Runge (Gütermesser)
Hermann Runge (* 18. Jahrhundert in Bremen; † 19. Jahrhundert in Bremen) war ein deutscher Unternehmer und in Bremen als Gütermesser tätig.

## Biografie
Runge stammt aus der Familie von Woldemar Runge, der aus dem Landkreis Grafschaft Hoya kam, 1628 in Bremen seinen Bürgereid leistete und als Höker und Packer an der Schlachte arbeitete. 1644 wurden sie erstmals als Höker und Packer erwähnt. Auch die Nachfahren waren Packer. Ab um 1750 sollen die Runges oder 1797 Hermann Runge vereidigte(r) Gütermesser gewesen sein. Er unterhielt Lagerböden und handelte auch mit Getreide. Dazu erwarb  die Firma das Alte Kornhaus an der Martinistraße oder mietete das Neue Kornhaus an der Langenstraße. Die Firma nannte sich Gütermesser und Kornaufseher.
Von 1838 bis 1858 war Hermann Runge (V) Präsident der Bremer Eiswette. Auch andere öffentliche Ämter wurden durch ihn und seine Familienmitglieder wahrgenommen. Um 1860 verlagerte sich der Betrieb zum Weserbahnhof im Bremer Freihafen.
Die heute noch bestehende Firma Hermann Runge GmbH nahm nach seinem Tod ab 1896 Teilhaber auf. Sie gewann zunehmende Bedeutung als Tallyunternehmen und überstand die Krisenzeit nach dem Ersten Weltkrieg. Im Zweiten Weltkrieg wurden die Schuppen zerstört. Firmeninhaber Heinrich Ahrens begann wieder 1945 und übergab das Unternehmen 1948 an H.W. Brüggemann; Jan Dirk Brüggemann führt das Unternehmen aktuell (2022). Der Firmensitz verlagerte sich 1891 von der Schlachte zur Langenstraße 42, 1910 zum Weserbahnhof, 1948 zum Überseehafen und er ist heute in der Konsul-Smidt-Straße 86. Eine Zweigniederlassung ist in Bremerhaven und Außenstellen befinden sich in Brake, Cuxhaven, Hamburg, Nordenham und Wilhelmshaven sowie im Packing-Center Neustädter Hafen.
Gütermesser: Es gab in Bremen um 1860 sechs vereidigte Gütermesser, welche die mit Schiffen ankommenden Waren hinsichtlich der Menge und des Zustandes überprüften. Für Wein und Spirituosen waren die Rojer und für Holz die Holzmesser zuständig.